# François Kamano
François Kamano (1 mei 1996) is een Guinees voetballer die doorgaans als aanvaller speelt. Hij verruilde SC Bastia in juli 2016 voor Girondins Bordeaux. Kamano debuteerde in 2012 in het Guinees voetbalelftal.

## Clubcarrière
Kamano tekende in juli 2014 een vierjarig contract bij SC Bastia, dat hem overnam van het Guinese Satellite FC. Daarvoor was hij op proef bij AIK, Villarreal CF en Stade Rennais. Hij debuteerde op 9 augustus 2014 in de Ligue 1, thuis tegen Olympique Marseille. Hij mocht na 81 minuten invallen voor Christopher Maboulou. Hij begon op 18 oktober 2014 voor het eerst in de basiself, uit tegen OGC Nice.

## Clubstatistieken
| Seizoen     | Club               | Competitie  | Competitie | Competitie | Beker | Beker | Internationaal | Internationaal | Totaal | Totaal |
| Seizoen     | Club               | Competitie  | Wed.       | Dlp.       | Wed.  | Dlp.  | Wed.           | Dlp.           | Wed.   | Dlp.   |
| ----------- | ------------------ | ----------- | ---------- | ---------- | ----- | ----- | -------------- | -------------- | ------ | ------ |
| 2014/15     | SC Bastia          | Ligue 1     | 24         | 4          | 2     | 0     | —              | —              | 26     | 4      |
| 2015/16     | SC Bastia          | Ligue 1     | 23         | 3          | 1     | 1     | —              | —              | 24     | 4      |
| Club totaal | Club totaal        | Club totaal | 47         | 7          | 3     | 1     | 0              | 0              | 50     | 8      |
| 2016/17     | Girondins Bordeaux | Ligue 1     | 30         | 6          | 7     | 2     | —              | —              | 37     | 8      |
| 2017/18     | Girondins Bordeaux | Ligue 1     | 35         | 8          | 2     | 0     | 2              | 0              | 39     | 8      |
| 2018/19     | Girondins Bordeaux | Ligue 1     | 37         | 10         | 3     | 0     | 11             | 3              | 51     | 13     |
| Club totaal | Club totaal        | Club totaal | 102        | 24         | 12    | 2     | 13             | 3              | 127    | 29     |

Bijgewerkt t/m 27 juli 2019

## Interlandcarrière
Kamano debuteerde op 6 juli 2013 in het Guinees nationaal elftal, in een met 3–1 verloren kwalificatiewedstrijd voor het African Championship of Nations 2014 in en tegen Mali. Hij maakte twee jaar later deel uit van de Guinese ploeg op het Afrikaans kampioenschap 2015, zijn eerste eindtoernooi. Bondscoach Michel Dussuyer liet hem twee keer vlak voor tijd invallen. Kamano kwam ook uit voor Guinee op het Afrikaans kampioenschap 2019. Bondscoach Paul Put zette hem hier in drie van de vier wedstrijden die Guinee speelde in de basisopstelling.